# AgustaWestland AW109
AgustaWestland AW109 é um helicóptero de oito lugares, peso-leve e bimotor construído pela fabricante anglo-italiana AgustaWestland. Seu primeiro voo foi com o nome Agusta A109 em 1971 e o veículo é utilizado em transporte, evacuação aeromédica, busca e salvamento e funções militares.

## Variantes
A109A
A109A EOA
A109A Mk.II
A109A Mk.II MAX
A109B
A109C
A109C MAX
A109D
A109E Power
A109E Power Elite
A109LUH
MH-68A
A109K
A109K2
A109M
A109 km
A109KN
A109CM
A109GdiF
A109BA
AW109SP
AW109 Grand New
AW109 Trekker